# Puchar Ekstraklasy 2008/2009 /Grupa B
PUCHAR EKSTRAKLASY 2008/2009
GRUPA B -

## Tabela
| Drużyna               | Pkt | M | Z | R | P | Br+ | Br- | +/- |
| --------------------- | --- | - | - | - | - | --- | --- | --- |
| Ruch Chorzów          | 9   | 6 | 2 | 3 | 1 | 9   | 8   | +1  |
| Odra Wodzisław Śląski | 9   | 6 | 2 | 3 | 1 | 8   | 6   | +2  |
| Górnik Zabrze         | 9   | 6 | 2 | 3 | 1 | 6   | 4   | +2  |
| Polonia Bytom         | 4   | 6 | 1 | 1 | 4 | 5   | 10  | -5  |

## Wyniki
| 3 września 2008 18.00 | Odra Wodzisław Śląski · Seweryn 15' · Stanicki 83' (o.g.) | 2 - 11-0 | Polonia Bytom · Wolański 57' | Stadion Aleja Wodzisław Śląski Sędzia: Jacek Zygmunt (Jarosław) |
|                       |                                                           |          |                              |                                                                 |

| 4 września 2008 20.30 | Ruch Chorzów | 0 - 00-0 | Górnik Zabrze | Stadion Ruchu Sędzia: Piotr Wasielewski (Kalisz) |
|                       |              |          |               |                                                  |

| 7 września 2008 15.00 | Polonia Bytom · Przybylski 21' | 1 - 01-0 | Ruch Chorzów | Stadion Polonii Bytom Sędzia: Robert Małek (Zabrze) |
|                       |                                |          |              |                                                     |

| 7 września 2008 15.00 | Górnik Zabrze · Kołodziej 25' | 1 - 31-1 | Odra Wodzisław Śląski · A. Aleksander 26' 54' · D. Seweryn 60' | Stadion im. Ernesta Pohla w Zabrzu Sędzia: Mariusz Żak (Sosnowiec) |
|                       |                               |          |                                                                |                                                                    |

| 7 października 2008 17.30 | Ruch Chorzów · Sobczak 7' 23' 58' | 3 - 22-1 | Odra Wodzisław Śląski · Korzym 19' · Małkowski 74' | Stadion Ruchu Sędzia: Marcin Wróbel (Warszawa) |
|                           |                                   |          |                                                    |                                                |

| 8 października 2008 18.00 | Górnik Zabrze · Wodecki 61' · Jacek Broniewicz 68' (o.g.) | 2 - 00-0 | Polonia Bytom | Stadion im. Ernesta Pohla w Zabrzu Sędzia: Adam Kajzer (Rzeszów) |
|                           |                                                           |          |               |                                                                  |

| 11 października 2008 15.30 | Polonia Bytom | 0 - 00-0 | Odra Wodzisław Śląski | Stadion Polonii Bytom Sędzia: Robert Małek (Zabrze) |
|                            |               |          |                       |                                                     |

| 12 października 2008 20.00 | Górnik Zabrze · Pitry 90' | 1 - 10-1 | Ruch Chorzów · Scherfchen 10' | Stadion im. Ernesta Pohla w Zabrzu Sędzia: Tomasz Musiał (Kraków) |
|                            |                           |          |                               |                                                                   |

| 18 listopada 2008 18.00 | Ruch Chorzów · Balaz 8' · Pulkowski 48' · Sobiech 58' 89' | 4 - 31-2 | Polonia Bytom · Sokolenko 4' · Wolański 23' · Bažík 67' (pen.) | Stadion Ruchu Sędzia: Robert Małek (Zabrze) |
|                         |                                                           |          |                                                                |                                             |

| 19 listopada 2008 18.00 | Odra Wodzisław Śląski | 0 - 00-0 | Górnik Zabrze | Stadion Aleja Wodzisław Śląski Sędzia: Adam Kajzer (Rzeszów) |
|                         |                       |          |               |                                                              |

| 25 listopada 2008 18.00 | Polonia Bytom | 0 - 20-2 | Górnik Zabrze · Furczyk 25' · Zahorski 40' | Stadion Polonii Bytom Sędzia: Radziszewski (Warszawa) |
|                         |               |          |                                            |                                                       |

| 25 listopada 2008 18.00 | Odra Wodzisław Śląski · Moskal 4' | 1 - 11-0 | Ruch Chorzów · Ćwielong 85' | Stadion Aleja Wodzisław Śląski Sędzia: Grzegorz Stęchły (Jarosław) |
|                         |                                   |          |                             |                                                                    |